# Давиде Фратези
Давиде Фратези (на италиански: Davide Frattesi) е италиански футболист, полузащитник, който играе за Интер.

## Кариера

### Сасуоло
На 20 декември 2017 г. Фратези прави професионален дебют при загубата с 1:2 като гост срещу Аталанта в осминафиналите на Копа Италия, където е заменен от Матео Политано в 74-та минута. През този сезон също се появява няколко пъти като резерва.

#### Асколи
На 16 август 2018 г. Фратези се присъединява към отбора от Серия Б Асколи Калчо 1898 под наем до 30 юни 2019 г. Десет дни по-късно, на 26 август, той дебютира в Серия Б като резерва, заменяйки Томаш Купиш в 57-ата минута на домакинското равенство 1:1 срещу Козенца Калчо. Седмица по-късно, на 2 септември Фратези изиграва първия си мач като титуляр, загуба с 0:2 като гост срещу Перуджа Калчо. На 15 септември изиграва първия си цял мач за Асколи, победа с 1:0 у дома над УС Лече. Фратези приключва сезона си под наем в Асколи с 33 изяви, включително 26 като титуляр и 2 асистенции.

#### Емполи
На 15 юли 2019 г. Фратези подписва от клуба от Серия Б Емполи под наем за цял сезон. На 11 август дебютира за клуба като резерва, заменяйки Филипо Бандинели в 46-ата минута на домакинската победа с 2:1 срещу Реджина във втория кръг на Копа Италия. На 25 август дебютира като резерва, заменяйки Карим Лариби в 72-ата минута на домакинската победа с 2:1 над Юве Стабия. На 21 септември изиграва първия си мач като титуляр, победа с 1:0 като домакин над Читадела и три дни по-късно първия си цял мач, победа с 3:2 като гост над Пиза Калчо, където отбелязва и първия си професионален гол, който е победния в 95-ата минута. Фратези изиграва сезона си под наем в Емполи с 41 мача, 5 гола и 4 асистенции.

#### Монца
На 16 септември 2020 г. Фратези преминава в новака в Серия Б Монца под наем за една година. На 25 септември дебютира като резерва, заменяйки Марко Армелино за последните 17 минути на домакинското равенство 0:0 срещу ФК С.П.А.Л. 2013. На 20 октомври изиграва първия си мач като титуляр, където вкарва първия си гол за Монца в 46-ата минута на равенството 1:1 като гост срещу Пиза. Четири дни по-късно, на 24 октомври изиграва първия си цял мач, поражение с 1:2 у дома срещу Киево.
На 1 май 2021 г. Фратези вкарва осмия си гол за Монца срещу Салернитана, печелейки личен облог, който прави с треньора Кристиан Броки. Фратези е номиниран в отбора на сезона в Серия Б, завършвайки с осем гола и две асистенции.

### Интер
На 7 юли 2023 г. Фратези се присъединява към Интер Милано под наем до края на сезона със задължение за закупуване. На 16 септември 2023 г. Фратези вкарва дебютния си гол за Интер при победата с 5:1 над Милан по време на Дерби дела Мадонина на Сан Сиро.

## Успехи

### Отборни
Интер
- Серия А (1): 2023/24
- Суперкупа на Италия (1): 2023

### Индивидуални
- Идеален отбор на Серия Б: 2020/21